# Kraina lodu II (ścieżka dźwiękowa)
Kraina lodu II – album ze ścieżką dźwiękową z disneyowskiego filmu animowanego Kraina lodu 2 (Frozen 2), wydany w Polsce 22 listopada 2019 przez Universal Music Polska. Szczególnie popularnym utworem okazała się piosenka „Chcę uwierzyć snom” śpiewana przez Katarzynę Łaskę, polska wersja piosenki Into the Unknown nominowanej do Oscara.
Album w Polsce uzyskał status złotej płyty.

## Lista utworów
1. Gdy nie masz nic – Agnieszka Przekupień
2. To niezmienne jest – Magdalena Wasylik, Katarzyna Łaska, Czesław Mozil, Paweł Ciołkosz i chór
3. Chcę uwierzyć snom – Katarzyna Łaska i gościnnie Aurora
4. Kiedy będę starszy – Czesław Mozil
5. Człowiek zwierzęciu jest wilkiem – Paweł Ciołkosz
6. Którą wybrać z dróg – Paweł Ciołkosz
7. Pokaż się – Katarzyna Łaska i Agnieszka Przekupień
8. Już ty wiesz co – Magdalena Wasylik
9. All is Found – Evan Rachel Wood
10. Some Things Never Change – Kristen Bell, Idina Menzel, Josh Gad, Jonathan Groff i obsada filmu Kraina lodu II
11. Into the Unknown – Idina Menzel i gościnnie Aurora
12. When I Am Older – Josh Gad
13. Reindeer(s) Are Better Than People – Jonathan Groff
14. Lost in the Woods – Jonathan Groff
15. Show Yourself – Idina Menzel i Jonathan Groff
16. The Next Right Thing – Kristen Bell
17. Into the Unknown – Panic! At the Disco
18. All is Found – Kacey Musgraves
19. Lost in the Woods – Weezer